# Coscinaraea
Genre
Coscinaraea est un genre de coraux durs de la famille des Coscinaraeidae.

## Liste d'espèces
Le genre Coscinaraea comprend les espèces suivantes :
| Selon World Register of Marine Species (30 juin 2015) : - Coscinaraea columna Dana, 1846 - Coscinaraea crassa Veron & Pichon, 1980 - Coscinaraea exesa Dana, 1846 - Coscinaraea hahazimaensis Yabe & Sugiyama, 1936 - Coscinaraea marshae Wells, 1962 - Coscinaraea mcneilli Wells, 1962 - Coscinaraea monile Forskål, 1775 - Coscinaraea ostraeformis Van der Horst, 1922 | Selon ITIS (30 juin 2015) : - Coscinaraea columna Dana, 1846 - Coscinaraea crassa Veron & Pichon, 1980 - Coscinaraea exaesa Dana, 1846 - Coscinaraea fossata Dana, 1846 - Coscinaraea hazimanensis Yabe & Sugiyama, 1936 - Coscinaraea marshae Wells, 1962 - Coscinaraea mcneilli Wells, 1962 - Coscinaraea monile Forskål, 1775 - Coscinaraea wellsi Veron & Pichon, 1980 |